# Crematogaster censor
Crematogaster censor är en myrart som beskrevs av Auguste-Henri Forel 1910. Crematogaster censor ingår i släktet Crematogaster och familjen myror.

## Underarter
Arten delas in i följande underarter:
- C. c. censor
- C. c. junodi